# Iruña de Oca
Iruña de Oca (cooficialmente en euskera: Iruña Oka) es un municipio español de la provincia de Álava, en la comunidad autónoma del País Vasco. Cuenta con una población de 3625 habitantes (INE 2024).
El municipio de Iruña de Oca se formó en 1976 por la fusión de los municipios de Iruña (compuesto por Víllodas y Trespuentes) y Nanclares de la Oca (compuesto por Nanclares de la Oca, Ollávarre y Montevite).
Es el municipio más poblado de la Cuadrilla de Añana a la que pertenece, concentrando el 35 % del total de habitantes de la región.

## Geografía

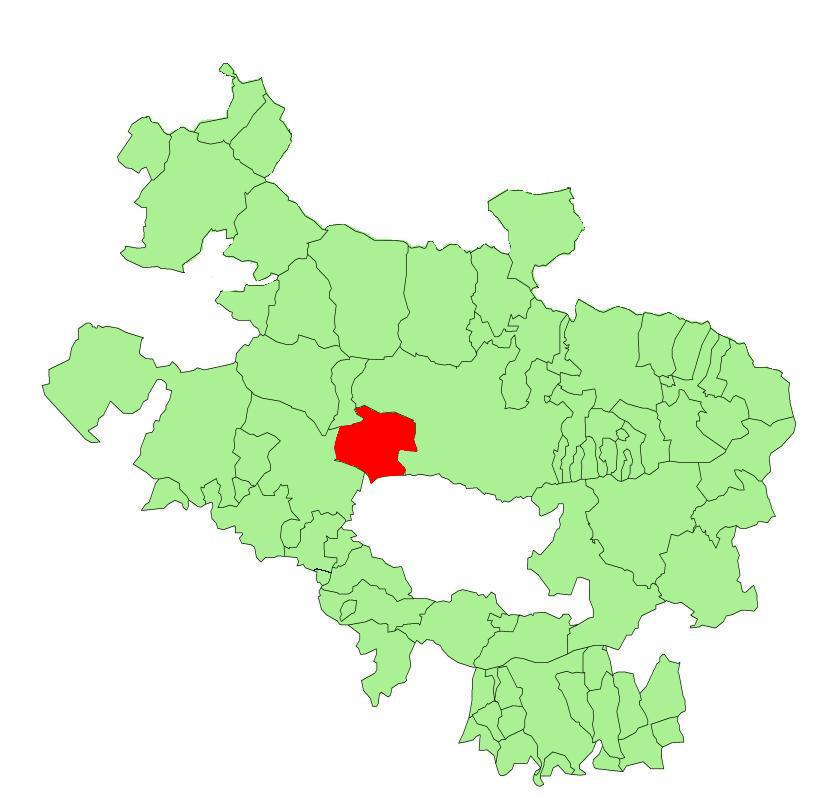
Extensión del municipio en la provincia de Álava

Geográficamente, Iruña de Oca se localiza en la zona central de la provincia de Álava, en la llamada zona de Valles Occidentales Alaveses, rozando ya la parte occidental de la Llanada Alavesa. En concreto, Trespuentes, Víllodas y Nanclares de la Oca están integrados en la Llanada, mientras que Ollávarre y Montevite se ubican en el corredor que se forma entre la Sierra de Badaya y la sierra de Tuyo. Presenta una situación especialmente estratégica, en el punto focal de una encrucijada de caminos que por el sur da acceso al paso de la Puebla de Arganzón y por el oeste al corredor que se dirige hacia Subijana-Morillas, puerta a los valles de Cuartango y Valdegovía a través de Salinas de Añana.
Está integrado en la comarca de Cuadrilla de Añana, situándose el concejo de Nanclares de la Oca a 14 kilómetros de la capital alavesa. El término municipal está atravesado por la autovía del Norte entre los pK 337 y 341 y posteriormente en el pK 343. 
El río Zadorra cruza el municipio procedente de Vitoria, pasando por Trespuentes, Víllodas y Nanclares, antes de salir por el angosto paso de la sierra de Tuyo que comunica con el enclave de Treviño. La altitud del municipio oscila entre los 1000 metros de la sierra de Badaya hasta los 480 metros en la orilla del Zadorra, al sur. Nanclares de la Oca se alza a 498 metros, en el valle del río.
| Noroeste: Sierra Brava de Badaya | Norte: Vitoria                      | Nordeste: Vitoria                    |
| Oeste: Ribera Alta               |                                     | Este: Vitoria                        |
| Suroeste: Ribera Alta            | Sur: La Puebla de Arganzón (Burgos) | Sureste: Condado de Treviño (Burgos) |

## Toponimia
El topónimo Iruña de Oca, tal y como se le conoce hoy en día, proviene de la unión de los nombres de los dos antiguos municipios que tras su fusión conformaron el actual en 1976: Iruña y Nanclares de la Oca.
Su origen etimológico estaría en la unión de dos elementos; por una parte la palabra (h)iri, que significa 'ciudad' en euskera, y por otra parte, aunque no está del todo claro, la palabra 'ona', 'bueno' o 'buena' en euskera. Por tanto, Iruña vendría a significar algo como 'la buena ciudad' (algunos etimologistas hablan incluso de 'la gran diudad'). Este nombre se repite en varias localidades del País Vasco y Navarra como Iruñea (Pamplona), Irunberri (Lumbier) o Irún. En Irún y Pamplona se encontraban dos asentimientos urbanos importantes de los vascones en época romana. 
El sufijo 'de Oca' se debe a los templarios que durante la Edad Media se asentaron en estas tierras a las que denominaron Tierra de la Oca, por ser este el animal al que veneraban.[cita requerida]

## Historia

### Hasta la Edad Media
Los primeros asentamientos conocidos en el área de Iruña de Oca están situados en lo que hoy día es el yacimiento arqueológico de Iruña-Veleia y datan de la Edad del Bronce (primer milenio a. C.). En dicho terreno se han encontrado restos de viviendas de planta circular y rectangulares que más tarde fueron sustituidas por edificios romanos, los cuales ocuparon el lugar fundando lo que llamaron Veleia. Esta ocupación tuvo lugar alrededor del siglo I a. C. y las viviendas construidas (domus) tenían una estructura similar: patio rodeado por la vivienda y dotada de cisterna de hormigón romano. Durante su momento de mayor esplendor, la ciudad contaba con 10 000 habitantes, siendo la tercera ciudad más grande del sur de los Pirineos siendo tan solo superada por César Augusta (Zaragoza) y Tarraco (Tarragona). Los tiempos de bonanza finalizaron con la llegada de los Bárbaros a la península ibérica en el siglo V d. C.

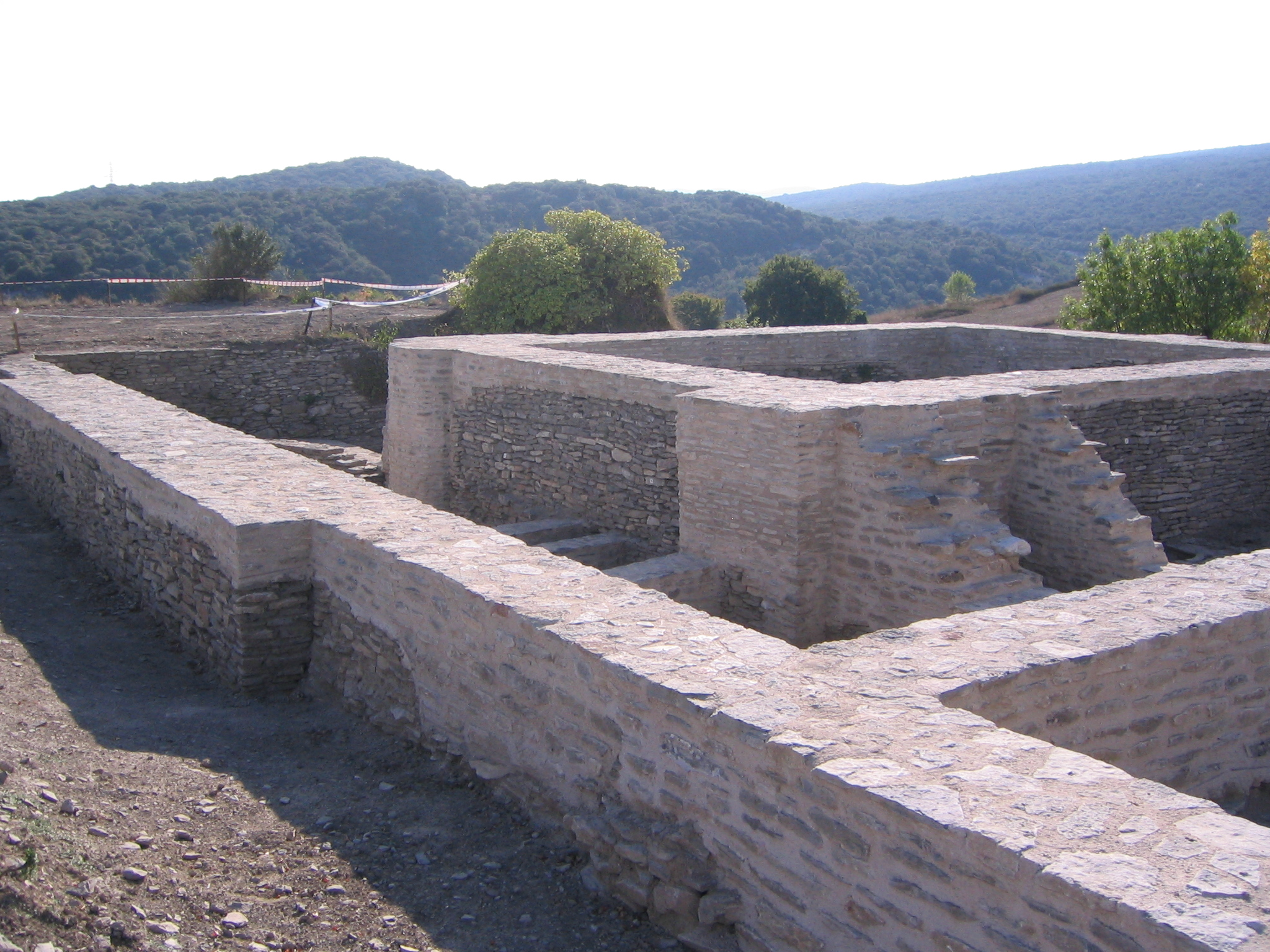
Restos de un edificio romano en Iruña-Veleia

Es posible que los núcleos de Víllodas y Trespuentes fueran barrios exteriores de Veleia; y es que el origen etimológico de este último núcleo es Transpontem ('tras el puente' en latín), y es que tanto Víllodas como Trespuentes cuentan actualmente con un puente de origen romano que posiblemente era utilizado para comunicar los poblados con la ciudad de Veleia. 
En Nanclares, a principios del siglo XXI, se encontraron restos de cabañas o viviendas romanas en cuyos alrededores había fondas que servían de descanso a los caballos. Ya hay constancia de la existencia de algún poblado previo a la llegada de los romanos, la prueba más relevante es la aparición de una estela de origen posiblemente celtíbero en la que se puede apreciar la inscripción Langrares, que daba nombre al lugar, y que fue evolucionando hasta el actual Nanclares.

### Edad Media
Ya en la Edad Media, parece ser que los Templarios se asentaron en estas tierras, y es en este momento cuando según algunos surge el sufijo 'de la Oca' que actualmente acompaña al nombre de Nanclares. Las tierras en que los templarios se establecieron en el norte de la península ibérica eran conocidas como Tierra de la Oca. 
Es en esta época en la que aparecen por primera vez reflejados en la Reja de San Millán los núcleos actuales de Ollávarre y Montevite; el primero en el siglo XI y el segundo, como Montovit, en 1025.
Nanclares de la Oca y Ollávarre son citadas como villas por primera vez en un documento el 21 de diciembre de 1523.
En los alrededores de Trespuentes, en la Sierra de Badaia, se construyó durante el siglo XIII una casa-torre perteneciente a la familia más poderosa de Iruña de Oca, los Martínez de Iruña, que la donaron a los Jerónimos para que erigieran un convento, y en 1413, el Papa Benedicto XIII aprueba la construcción. Durante más de medio siglo fue habitado por los Jerónimos hasta que en 1471 se decide el cierre y abandono debido a la escasez de recursos para sobrevivir en el lugar. Sin embargo el convento no es completamente abandonado sino que se realiza la petición de cesión a los monjes Agustinos, solicitud que es aprobada por el papa Sixto IV. Los nuevos inquilinos no abandonarán el convento hasta el año 1835.

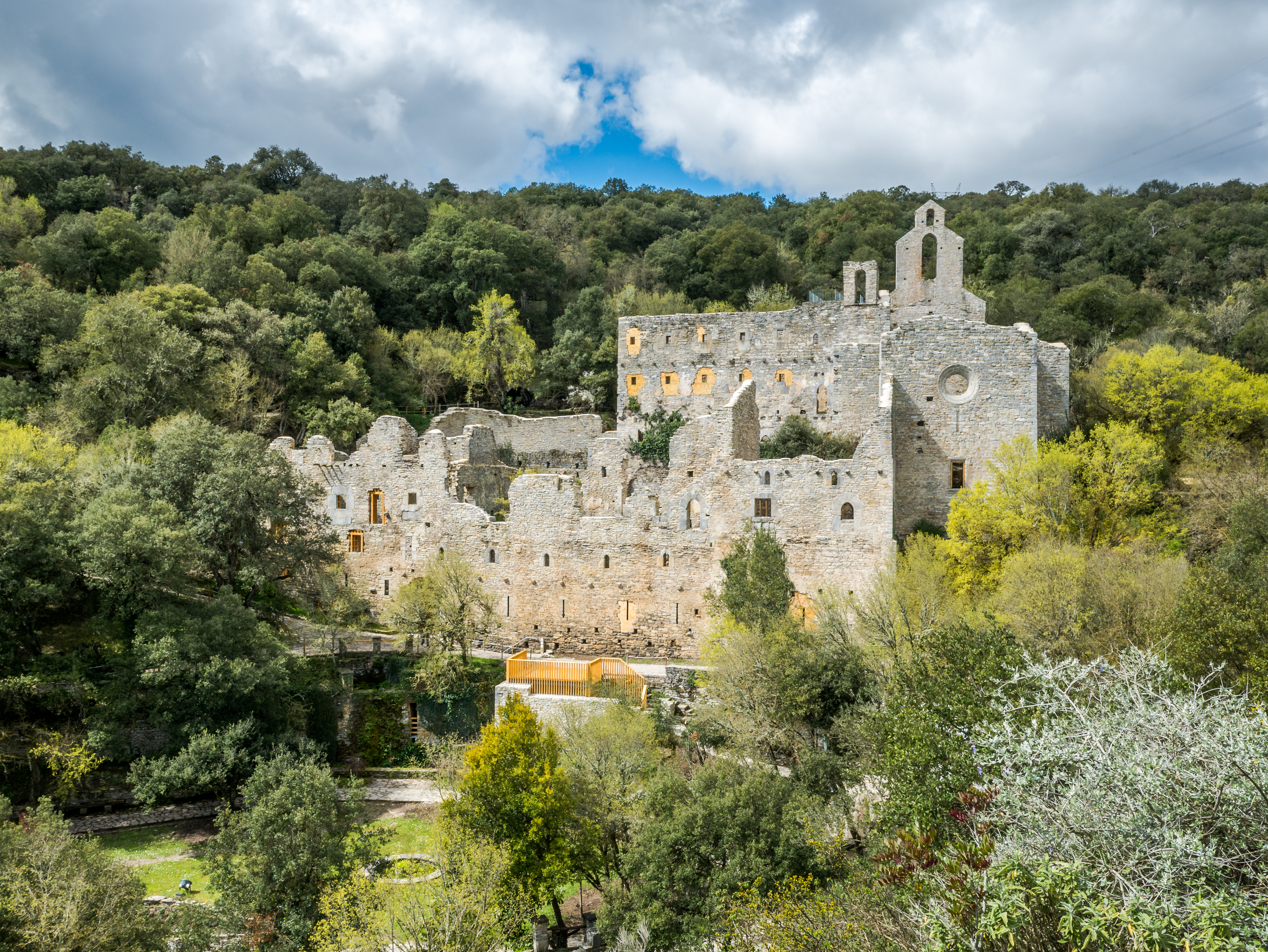
Ruinas del Convento de Santa Catalina, en Trespuentes

Tanto Nanclares como Ollávarre y Montevite pertenecieron al Señorío del Conde de Orgaz desde como mínimo principios del siglo XV. La labor de dicho conde era la de recaudar tributos entre los vecinos y confirmar la designación del procurador general del Estado Noble y la del alcalde ordinario en el Estado Llano. Existía en un solar de Nanclares una casa infanzona de los Hurtado de Mendoza o Condes de Orgaz en la que Fernán Hurtado de Mendoza fundó una ermita-oratorio servida por Hermanas de la Orden Tercera de San Francisco que desapareció en el siglo XIX.

### Siglos XVII a XIX
Durante la Guerra de Independencia Española hubo gran presencia de militares ingleses en Iruña de Oca, sobre todo en la batalla de Vitoria. Los militares pertenecían a la 4.ª y Ligera división, que estaban a las órdenes de Wellington, además de las brigadas de caballería británica de Robert Hill, Grant, Ponsonby y la portuguesa de D'urban. Su misión era esperar en los alrededores de Nanclares hasta que las tropas de Hill tomaran los Altos de la Puebla, lo que les permitiría cruzar el Zadorra sin dificultad y atacar frontalmente el centro de la posición imperial. Los puentes de Víllodas y Trespuentes también tuvieron un protagonismo ya que fueron tomados por los ingleses estratégicamente para evitar el avance de los franceses por el Zadorra. 
Las guerras carlistas también tuvieron parte de su desarrollo en estas tierras. Una muestra de ello son las tres torres que aún hoy se conservan rodeando Nanclares.
A finales del siglo XIX abrió a las afueras de Nanclares un balneario conocido como el de Bolem, pero cayó en la decadencia poco tiempo después, y en 1914 fue adquirido por los Hermanos Menesianos, que transformaron el edificio en convento y, más tarde y hasta la actualidad, en un colegio. Hoy en día es un instituto privado en el que se imparte secundaria y cursos PCPI.

### Hasta hoy día
Durante la guerra civil española el bando nacional construyó a orillas del río Zadorra, entre Víllodas y Nanclares, un campo de concentración que fue utilizado a lo largo de la posguerra y en el que se encarcelaron a los opositores del nuevo régimen franquista. Funcionó entre los años 1940 y 1947 como campo, y desde entonces como prisión. En 1981 el edificio se reformó y funcionó plenamente hasta 2011, cuando se inauguró un nuevo centro penitenciario en las faldas del monte San Miguel, en los Montes de Vitoria, aún dentro del término local de Nanclares de la Oca.
A lo largo del siglo XX, dado un aumento de la industrialización y los movimientos migratorios en España, el actual municipio aumentó significativamente su población, pasando de los 950 habitantes en 1900, a los casi 3500 de hoy en día. En la actualidad Iruña de Oca cuenta con dos polígonos industriales: San José los Llanos y Subillabide, y varias canteras que han ido cerrando pero que a lo largo del siglo XX fueron una de las fuentes de trabajo más importantes del municipio.
Para la elección de los procuradores de las Juntas Generales de Álava de 1979, se usó un sistema de circunscripciones basadas en 18 hermandades. Iruña de Oca fue una de esas hermandades y tenía derecho a elegir 1 representante a través de sus concejales en el ayuntamiento (fue elegido un representante de los independientes). En 1983 ese sistema se cambió para dividir el territorio alavés en 7 circunscripciones basadas en las cuadrillas y para elegir a los procuradores en elecciones. Hoy en día Iruña de Oca está incluido en la circunscripción de Tierras Esparsas, después de que en 1987 volviese a cambiar el sistema de elección y pasase a dividirse en 3 circunscripciones (Cuadrilla de Vitoria, Cuadrilla de Ayala y Tierras Esparsas, que aglutina al resto de las cuadrillas alavesas).
En la actualidad Iruña de Oca es un municipio dotado de servicios básicos y comercio, pero la cercanía y la facilidad para desplazarse a Vitoria perjudica en parte al sector servicios, ya que la población aprovecha su presencia en la capital para comprar todo lo que necesita. 
Está perfectamente comunicado por carretera, ya que está situado junto a la autovía del norte A-1 (Antigua N-I) y es cruzado por las carreteras A-2622, A-3302 y A-3308, todas carreteras comarcales conectadas con la AP-68, autopista Vasco-Aragonesa que comunica con Bilbao con Zaragoza. Además cuenta con una estación de tren en la línea ferroviaria Madrid-Irún, servicio de taxi y líneas de autobús con paradas en todos los concejos que enlazan el municipio con la capital de la provincia.

## Cultura

### Fiestas
- Montevite

El 24 de junio, festividad de San Juan comienzan en Montevite las fiestas patronales, cuya celebración se traslada al fin de semana más próximo. Durante las mismas, se organizan numerosos actos festivos, musicales, deportivos, infantiles, gastronómicos, etc.
- Nanclares de la Oca

véase El Brujo (Nanclares).

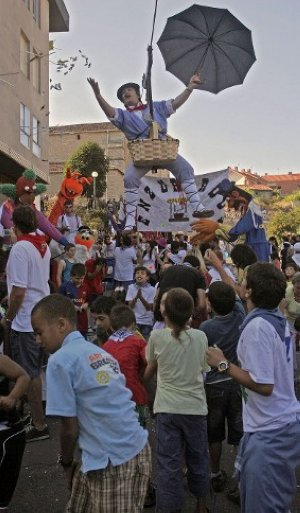
El Brujo, bajando de lo alto de la iglesia en Nanclares

En 1968 se inició la tradición de La bajada de El Brujo desde la torre de la iglesia cada 13 de agosto para abrir las fiestas patronales.
El Brujo comienza a descender desde la torre nada más realizar el txupinazo en una especie de carro mientras lanza caramelos a los presentes, y a la mitad del recorrido recita una poesía o una coplilla en honor a los nanclarinos. Siempre termina deseando a todos unas felices fiestas y gritando un ¡Viva Nanclares! ¡Gora Langraiz Oka!. Tras la bajada es tradicional acercarse a las txoznas y beber zurracapote que se reparte de forma gratuita.
Durante las fiestas, también recorren las calles Inaxio, Tronchabuches, La Txata, Patxi y los tradicionales cabezudos, que ponen un toque de color y diversión.
Durante estos días se organizan actos de todo tipo que hacen que sean muchos los vecinos y visitantes que se reúnen en Nanclares por estas fechas. Entre ellos, hay uno que destaca por su antigüedad y singularidad: la Bendición de las Peras, durante la cual se viste al patrón, San Roque, con una banda de peras, que son bendecidas por el sacerdote en la misa mayor. Actualmente la Junta Administrativa aporta cajas de peras, que después de ser consagradas, se reparten a la salida de la iglesia.
Otros actos tradicionales son la morcillada en el Río San Antón, las verbenas en la plaza, el concierto de algún grupo conocido a nivel vasco o nacional, el mercado artesanal, el espectáculo piromusical (fuegos artificiales que explotan al ritmo de una canción) o la cucaña en la Torca.
El último día por la noche se produce la subida del Brujo, con la que se cierran las fiestas.
- Ollávarre

El último fin de semana de agosto, comienzan en Ollávarre las fiestas en honor a su patrón, San Esteban. Durante las mismas, se organizan numerosos actos festivos entre los que destaca la bajada del Espuelista, que abre las fiestas, y su subida, que simboliza la finalización de las mismas.
- Trespuentes

Alrededor del 26 de mayo, comienzan en Trespuentes las fiestas patronales, cuya celebración se traslada al fin de semana más próximo.
- Víllodas

El 10 de julio, festividad de San Cristóbal, comienzan en Víllodas las fiestas patronales, cuya celebración se traslada al fin de semana más próximo. Durante las mismas, tiene lugar un singular concurso de coches de época, en el que se premia la originalidad y buen gusto. También se organiza una merienda popular en la plaza. Las fiestas concluyen con la quema del muñeco Paco el del tabaco, que nació en 1982, fruto de la imaginación popular y, que tiene la peculiaridad, de que, a diferencia de otros personajes festivos, no baja de ninguna torre para abrir las fiestas, sino que se quema el último día, a modo de traca.
- Fiesta de la Asociación Cultural Arkiz

La Asociación Cultural Arkiz nace el 18 de octubre de 1997 impulsado por D. Eusebio Alzola, párroco por aquel entonces de los pueblos que la componen: Subijana de Álava, Trespuentes y Villodas.
Esta asociación busca a través de sus actividades investigar, fomentar y dar a conocer el patrimonio cultural de nuestros pueblos.
Para ello, la Asociación Cultural Arkiz ha recreado diferentes pasajes de la historia, así como tradiciones de nuestra tierra: Boda de principios del siglo XX, Romería de San Agustín, Traslado de Santa Catalina, Fiesta Medieval Santa Catalina de Badaya....
La fiesta se celebra siempre el primer sábado de julio, entre San Pelayo y San Cristóbal. Realizan una Fiesta Medieval en el Monasterio de Santa Catalina. En el evento, que se prepara con varios meses de antelación, participan vecinos de los tres pueblos. Es una buena ocasión para acercarse a conocer el paraje.
- Todo el municipio

En primavera se celebran las conocidas popularmente como fiestas culturales de Iruña de Oca. Las actividades realizadas están, como su nombre indica, relacionadas con la promoción de la cultura. Son ya una tradición la celebración de diversos actos como pueden ser charlas, actuaciones infantiles, teatros, conciertos, demostraciones de deporte rural (local y vasco), películas, documentales, monólogos,... Destacan además por su celebración anual: la feria gastronómica de las comunidades autónomas en la que los habitantes procedentes de diversos lugares de España se reúnen y preparan platos típicos de su tierra para ofrecérselos a sus vecinos a cambio de muy poco dinero que es destinado a organizaciones benéficas, los concursos de pintxos entre los bares del municipio, la marcha popular a través de la ruta verde que une los cinco núcleos de Iruña de Oca y la fiesta de la primavera del Jardín Botánico de Santa Catalina.
En carnaval es habitual celebrar (el sábado que corresponda cada año), un desfile por la avenida principal de Nanclares amenizada con música a la que acompañan todas aquellas personas que deseen. Este desfile finaliza en el frontón municipal donde las personas y grupos que se hayan disfrazado compiten por llevarse el premio de mejor disfraz o mejor actuación (ya que los grupos disfrazados suelen presentar un baile). El martes de carnaval se celebra El entierro de la sardina, donde se realiza la interpretación del funeral de una sardina que termina siendo quemada en el exterior del frontón.
También en Navidad se realizan actos típicos de esta época y región. Suelen comenzar con el belén viviente de Víllodas y continúa el 24 de diciembre con la llegada del Olentzero, que es recibido en el frontón municipal y por la noche trae regalos a los niños en Nochebuena. La Nochevieja suele celebrarse con un cotillón en el frontón municipal y los Reyes Magos pasan la tarde del 5 de enero por todos los pueblos del municipio, aunque la carroza de mayor importancia se realiza en Nanclares.

## Demografía
Iruña de Oca cuenta con una población de 3625 habitantes (INE 2024).
Hasta la fusión de los municipios de Iruña y Nanclares de la Oca en 1976, existían dos censos distintos. En la primera gráfica, los censos hasta 1970 muestran la suma de la población de ambos municipios, a partir de 1980 se muestra el censo del municipio ya fusionado de Iruña de Oca. Las tablas de la derecha muestran los censos diferenciados de los dos municipios que conformaron Iruña de Oca antes de su fusión.
1. ↑  En 2004 Manuel Rivas fue inhabilitado y sustituido por el socialista José Javier Martínez
2. ↑  En enero de 2020 José Javier Martínez presentó su dimisión y fue sustituido por su número dos Miguel Ángel Montes

### Balneario de Bolem

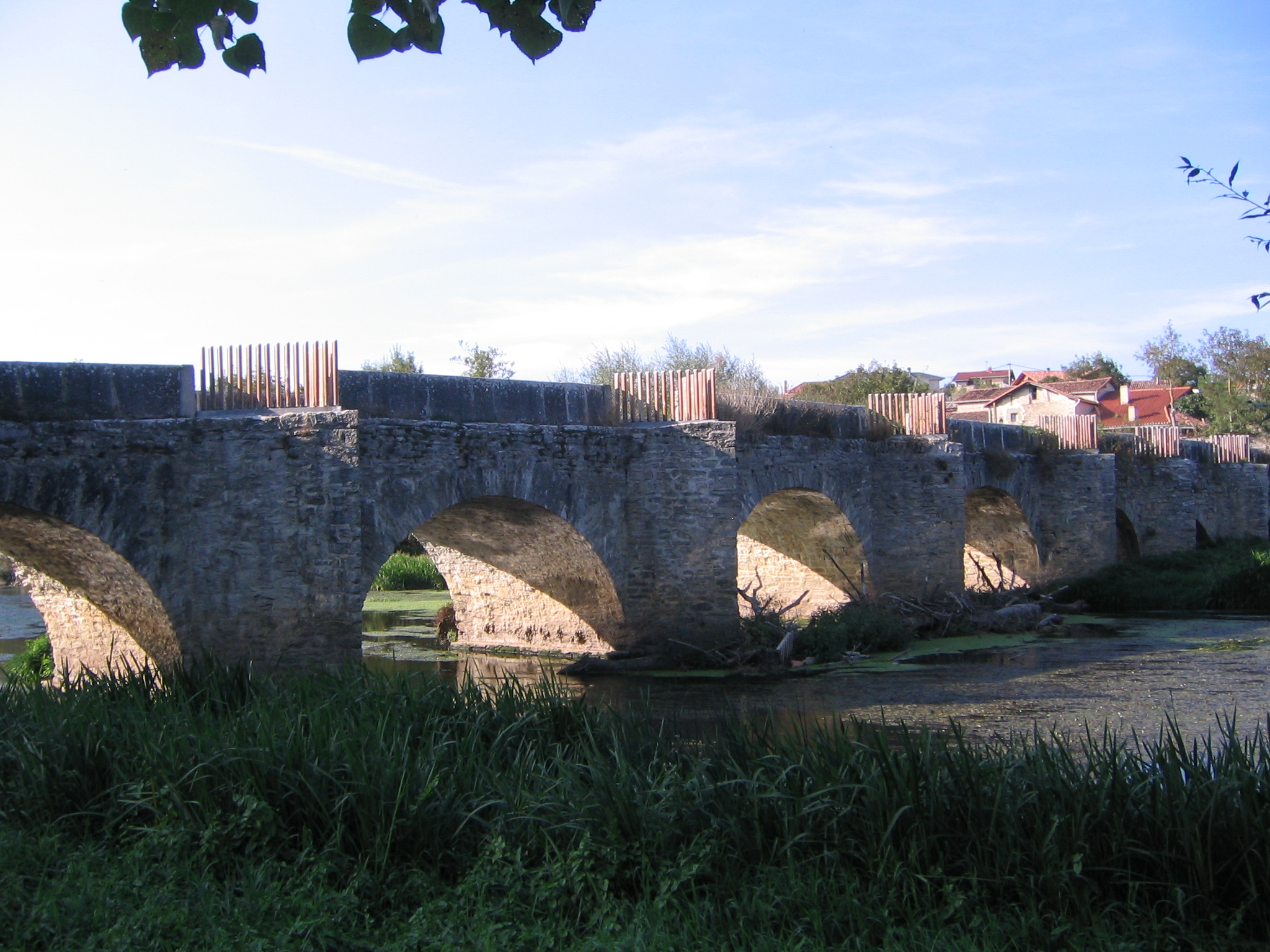
Puente romano de Trespuentes

### Puente de Trespuentes

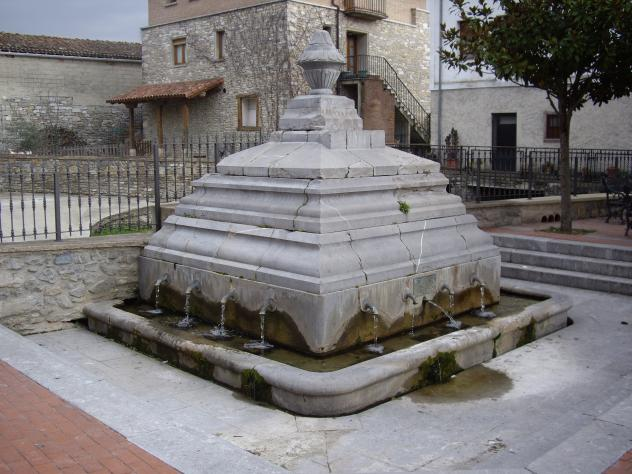
Fuente de los 12 Caños de Nanclares de la Oca